# Edosa phlegethon
Edosa phlegethon är en fjärilsart som beskrevs av László Anthony Gozmány. Edosa phlegethon ingår i släktet Edosa och familjen äkta malar. Inga underarter finns listade i Catalogue of Life.